# Daniel Cambronero
Daniel Arturo Cambronero Solano (* 8. Januar 1986 in San José) ist ein costa-ricanischer Fußballspieler auf der Position eines Torwarts. Seit 2011 steht er im Aufgebot des CS Herediano mit Spielbetrieb in der Liga de Fútbol de Primera División, der höchsten costa-ricanischen Fußballliga.

## Vereinskarriere
Daniel Cambronero wurde am 8. Januar 1986 in der costa-ricanischen Hauptstadt San José geboren und kam noch im Nachwuchsalter in die Jugendabteilung des Rekordmeisters CD Saprissa. Beim Klub aus dem Hauptstadtvorort Tibás durchlief er sämtliche Jugendspielklassen und stand im Jahre 2003 erstmals im Herrenkader, nachdem er wiederum davor bereits erste internationale Erfahrungen für die U-17-Nationalmannschaft seines Heimatlandes sammelte. In weiterer Folge agierte er zumeist als zweiter oder dritter Torwart, wurde mit der Mannschaft aber 2003/04, 2005/06, 2006/07, sowie in der Invierno 2007 viermal costa-ricanischer Fußballmeister. Zudem gewann er mit dem Team im Jahre 2003 die Copa Interclubes UNCAF, die zentralamerikanische Klubmeisterschaft, sowie im Jahre 2005 den CONCACAF Champions’ Cup. Im Jahre 2007 wechselte er als amtierender Meister zum Ligakonkurrenten Puntarenas FC, bei dem er noch in seinem ersten Spieljahr als Stammtorhüter agierte, diese Position jedoch im zweiten Jahr wieder verlor.
Nach einer mehr oder weniger erfolglosen Zeit beim erst 2004 gegründeten Klub aus der Hafenstadt Puntarenas, schloss er sich bereits im Jahre 2009 dem CF Universidad de Costa Rica an. Beim Verein, der die staatliche Universidad de Costa Rica repräsentiert, kam er gleich von Beginn an zumeist als Stammtorhüter zum Einsatz, spielte mit dem Team aber ausschließlich um den Klassenerhalt. Davor hatte das Team bereits 31 Jahre durchgehend in der costa-ricanischen Zweitklassigkeit gespielte, ehe es im Jahre 2007 den Aufstieg in die höchste Fußballliga des Landes geschafft hatte. Auf einen elften und damit vorletzten Platz 2008/09 folgte eine gleiche Platzierung in der Spielzeit 2009/10, in der man nur aufgrund des etwas besseren Torverhältnisses, jedoch mit gleich vielen Punkten wie der Letztplatzierte, nicht in die zweithöchste Fußballliga abstieg. Nachdem der CF Universidad de Costa Rica 2010/11 den Klassenerhalt endgültig nicht mehr halten konnte und den Weg in die Zweitklassigkeit antrat, ging Cambronero, der mittlerweile sogar ein A-Länderspiel für Costa Rica absolviert hatte, vom Verein ab.
In weiterer Folge wechselte er zum CS Herediano aus der zentral-costa-ricanischen Stadt Heredia, den er, nachdem er mit dem Herrenteam in der Invierno 2011 bereits Vizemeister wurde, in der nachfolgenden Verano 2012 zum ersten Meistertitel seit knapp 20 Jahren führte. In den nachfolgenden Jahren agierte Cambronero abwechselnd als Stammtorhüter und dann wieder als ständiger Ersatz und konnte vor allem in den Wintersaison (Invierno) zahlreiche Vizemeister-Platzierungen erreichen. Bis dato (Stand: 27. Mai 2016) wurde Daniel Cambronero viermal Vizemeister (Invierno 2011, Invierno 2012, Invierno 2013 und Invierno 2014), sowie ebenso oft costa-ricanischer Meister (Verano 2012, Verano 2013, Verano 2015, Verano 2016). Des Weiteren stand er mit dem costa-ricanischen Rekordpokalsieger, der letzte Titel war im Jahre 1961, im Jahre 2015 im Pokalfinale, das erst nach dem Elfmeterschießen durch CS Cartaginés als Sieger entschieden wurde.
Durch seine Leistungen in der Liga und in der CONCACAF Champions League, an der er mittlerweile jährlich eingesetzt wurde, empfahl er sich auch für die Nationalmannschaft seines Heimatlandes, in die er 2011 wieder des Öfteren einberufen wurde und in diesem Jahr seinen zweiten und bislang letzten Länderspieleinsatz absolvierte. Auch danach stand er in den Jahren 2013 und 2014 oftmals im costa-ricanischen Nationalkader, so auch während der Weltmeisterschaft 2014 in Brasilien, wo er allerdings auch nicht eingesetzt wurde.

## Nationalmannschaftskarriere
Erste Erfahrungen in einer Nationalauswahl seines Heimatlandes sammelte er um das Jahr 2003, als er mit der costa-ricanischen U-17-Nationalmannschaft unter anderem an der CONCACAF U-17-Meisterschaft des Jahres 2003 teilnahm und sich dabei als Sieger der Gruppe B für die U-17-WM in Finnland qualifizierte. Bei der WM-Endrunde schaffte er mit der Mannschaft den Einzug ins Viertelfinale, wo man allerdings mit 0:2 den Alterskollegen aus Argentinien unterlag. Mit dem U-20-Kader seines Heimatlandes nahm er drei Jahre später an den Zentralamerika- und Karibikspielen des Jahres 2006 teil, wo er mit den Costa-Ricanern den dritten Platz im Endklassement belegte und die damit verbundene Bronzemedaille gewann. Nach diversen weiteren U-20-Einsätzen und nachdem er auch im U-23-Kader zum Einsatz kam, schaffte er im Jahre 2009 den Sprung ins A-Nationalteam Costa Ricas. Dabei debütierte er am 13. Mai 2009 in einem freundschaftlichen Länderspiel gegen Venezuela, als er beim 1:1-Remis über die volle Spieldauer im Tor seines Heimatlandes war. Beim CONCACAF Gold Cup 2009 war er hinter Keylor Navas als erster Torwart und Ricardo González als zweiter Torwart als dritter Torhüter in Rodrigo Kentons 23-Mann-Kader und kam als solcher auch nicht zum Einsatz. Als Costa Rica nur aufgrund eines Abseitstors Uruguays in den WM-Qualifikations-Playoffs die Teilnahme an der Endrunde in Südafrika verwehrt wurde, gehörte Cambronero zum erweiterten costa-ricanischen Aufgebot, dabei zumeist jedoch nur als dritter Torhüter.
Unter Ricardo La Volpe kehrte Daniel Cambronero Anfang 2011 wieder zurück in die costa-ricanische Fußballnationalmannschaft, als er bei der Copa Centroamericana 2011 neben Patrick Pemberton abwechselnd als zweiter oder dritter Torwart hinter Donny Grant agierte, jedoch auch hierbei nie eingewechselt wurde und mit der Mannschaft im Finale gegen Honduras ausschied. In weiterer Folge berücksichtigte ihn La Volpe nicht weiter und nahm ihn auch nicht zum CONCACAF Gold Cup 2011 oder zur Copa América 2011 mit. Am 23. Dezember 2011 kam er, mittlerweile unter Jorge Luis Pinto, in einem weiteren freundschaftlichen Länderspiel gegen Venezuela zu seinem zweiten und bislang (Stand: Mai 2016) letzten Länderspieleinsatz für Costa Rica. In den Monaten danach setzte Nationaltrainer Pinto vor allem auf einsatzstarke Legionäre und berücksichtigte Cambronero zumeist gar nicht. Erst über ein Jahr später holte ihn Pinto als Ersatztorwart hinter Pemberton in den Kader, der an der Copa Centroamericana 2013 im eigenen Land teilnahm und dort als Sieger hervorging. Der gerade 27 Jahre alt gewordene Torhüter saß dabei in allen fünf Spielen seiner Mannschaft uneingesetzt auf der Ersatzbank. Gegen Ende von Jorge Luis Pintos Amtszeit holte ihn dieser des Öfteren als zweiter Torhüter in den Nationalkader, wobei er unter anderem auch in den beiden letzten Vorbereitungsspielen auf die WM 2014 auf der Ersatzbank saß. In weiterer Folge nahm er als zweiter costa-ricanischer Torhüter hinter Keylor Navas und vor Patrick Pemberton an der WM-Endrunde in Brasilien teil, wo er, bis auf das letzte Länderspiel, der Niederlage im Elfmeterschießen gegen die Niederlande im Viertelfinale, in allen costa-ricanischen Begegnungen uneingesetzt auf der Ersatzbank saß. Nachdem Pinto nach der Weltmeisterschaft entlassen worden war, nahm er unter den neuen Trainer Óscar Ramírez als zweiter Torhüter hinter Patrick Pemberton an der Copa Centroamericana 2014 teil, den Costa Rica abermals gewann. Dies war zugleich auch das bislang (Stand: Mai 2016) letzte Mal, dass Cambronero in die costa-ricanische Nationalmannschaft berufen wurde.

## Erfolge
mit CD Saprissa
- 4× Costa-ricanischer Meister: 2003/04, 2005/06, 2006/07 und Invierno 2007
- 1× Sieger der Copa Interclubes UNCAF: 2003
- 1× CONCACAF-Champions’-Cup-Sieger: 2005

mit CS Herediano
- 4× Costa-ricanischer Vizemeister: Invierno 2011, Invierno 2012, Invierno 2013, Invierno 2014
- 4× Costa-ricanischer Meister: Verano 2012, Verano 2013, Verano 2015, Verano 2016
- 1× Pokalsieger: 2015

mit der costa-ricanischen Nationalmannschaft
- 1× Bronzemedaille bei den Zentralamerika- und Karibikspielen: 2006
- 1× Finalist der Fußball-Zentralamerikameisterschaft: 2011
- 2× Sieger der Fußball-Zentralamerikameisterschaft: 2013 und 2014